# Josef Ignaz Sattler
Josef Ignaz Sattler (* 1. Februar 1852 in Linz; † 12. Februar 1927 ebenda) war ein österreichischer Bildhauer.

## Leben und Wirken

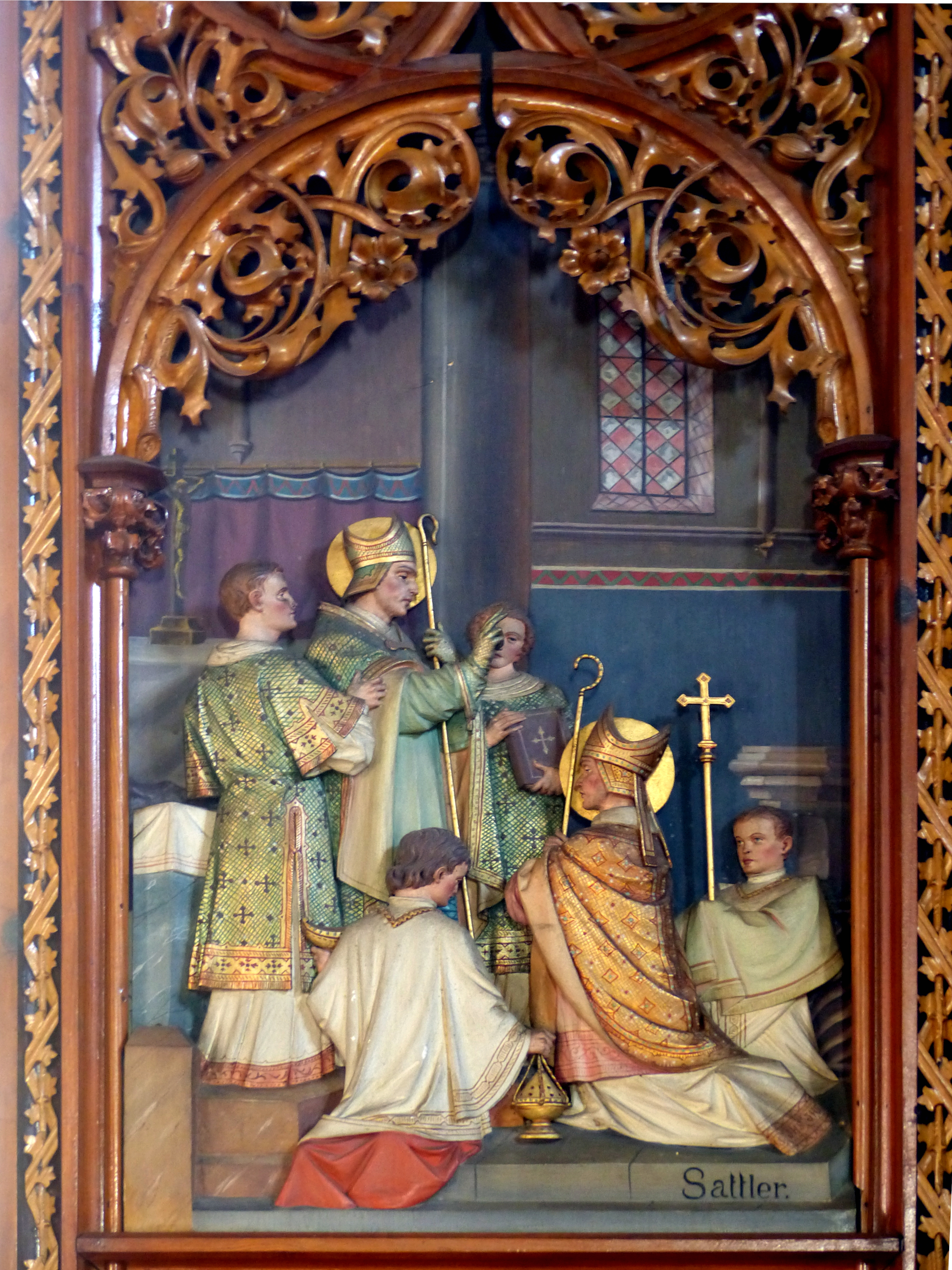
Relief Gotthard wird zum Bischof geweiht am Hochaltar, Pfarrkirche St. Gotthard im Mühlkreis (1893)

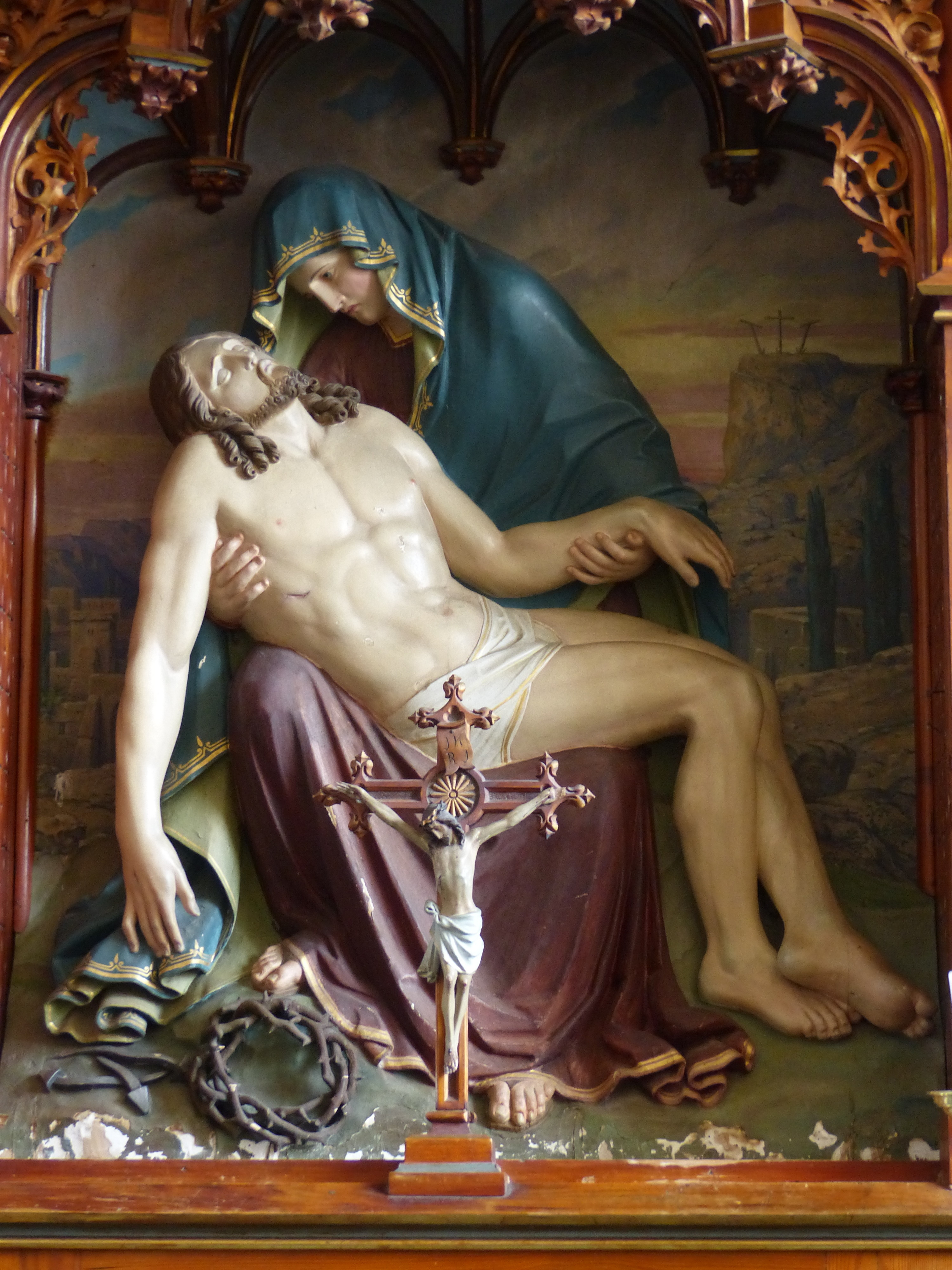
Pietà am Seitenaltar, Pfarrkirche Oberneukirchen (1903)

Josef Ignaz Sattler, der Sohn eines Schiffmannes und einer Kleinhäuslerstochter wuchs an der Oberen Donaulände in Linz in ärmlichen Verhältnissen auf. Zeit seines Lebens war er tief in christlicher Tradition verankert und fühlte sich stets der Kirche zu Dank verpflichtet, was auch am devoten Ton seiner erhaltenen Korrespondenz mit dem Abt von Wilhering abgelesen werden kann.
Der Kaffeehausbesitzer Hartl auf der Linzer Promenade ermöglichte dem Jungen, der einen Drang zum Bildhauer verspürte, die Zeichenschule des Gewerbevereines zu besuchen.
Im Jahr 1865 wurde er Lehrling bei Franz Oberhuber, der ein renommiertes Kirchenkunstatelier in der Harrachstraße 10 führte. Um das Jahr 1870 durfte der inzwischen schon gut ausgebildete Sattler erstmals eine von ihm gestaltete Heiligenfigur zum Werk seines Arbeitgebers beisteuern. Es war ein Aloisius im Gesprenge des Hochaltars der Pfarrkirche von Unterweißenbach.
Der nun ausgebildete Figurist ging 1871 nach München, hier lernte er im Atelier des Engelbert Kolp den internationalen Qualitätsstandard der historischen Sakralplastik kennen. Er steigerte seinen künstlerischen Bekanntheitsgrad in Oberösterreich und erhielt ein Stipendium, mit dessen Hilfe er 1876 seine Ausbildung in München abschließen konnte. Anschließend wirkte er im Atelier seines früheren Lehrherrn an Aufträgen für Kirchenausstattungen mit.
Er schaffte im Jahr 1882 seinen endgültigen Durchbruch, als er mit dem Altarbauer Josef Kepplinger aus Ottensheim an einem bedeutenden Auftrag des Stiftes Wilhering mitarbeitete – einer großzügigen Neuausstattung der Pfarrkirche von Gramastetten.
Schließlich gründete er in der Linzer Bethlehemstraße ein eigenes Atelier. Er erfüllte Aufträge wie die Hauskapelle Kardinal Missias in Laibach, Märtyrerreliefs an einem Altar des Linzer Domes oder auch einen Apostelzyklus in der Linzer Herz-Jesu-Kirche.

Stilmäßig passte sich Sattler fortlaufend den neuen Entwicklungen an und erhielt so landesweit Aufträge für Kirchenaltäre, wie 1909 in der Pfarrkirche Hirschbach im Mühlkreis im Mühlviertel. Er gehörte zur bevorzugten Auswahl zeitgenössischer Künstler, die das „Komité zur Beschaffung und Bewertung von Stollwerckbildern“ dem Kölner Schokoladeproduzenten Ludwig Stollwerck zur Beauftragung für Entwürfe vorschlug.
Eine Herzkrankheit aufgrund von Überarbeitung ließ ihn allerdings immer wieder sein Wirken unterbrechen, womit auch finanzielle Einbußen verbunden waren.
Während des Ersten Weltkrieges blieben kriegsbedingt Aufträge für Kirchenkunst nahezu völlig aus, er wurde allerdings von privaten Gönnern unterstützt. So bestellte das Stift Wilhering 1916 eine Weihnachtskrippe bei ihm. Dieses, sein bedeutendstes Spätwerk wird nun alljährlich zwischen 17. Dezember und dem Dreikönigstag in der Stiftskirche ausgestellt.
Von finanziellen Problemen geplagt durfte der Bildhauer 1921 einige Zeit im Stift Wilhering wohnen, welchem er aus Dankbarkeit im Nachlass seine Zeichnungen hinterlässt.
Viele seiner Werke zieren Linzer Kirchen, wie den Neuen Dom, die Kapuzinerkirche, die Herz-Jesu-Kirche, die Elisabethinenkirche, das Ursulinenkloster.